# Материнский капитал
Матери́нский (семе́йный) капита́л — мера государственной поддержки российских семей, воспитывающих детей. Эта поддержка оказывается с 1 января 2007 года при рождении или усыновлении ребёнка, имеющего российское гражданство, при условии, что родители не воспользовались правом на дополнительные меры государственной поддержки. Получить материнский капитал можно только один раз. Цели расходования материнского капитала определяются законодательством Российской Федерации.

## История
О введении материнского капитала было объявлено президентом России Владимиром Путиным 10 мая 2006 года в ходе послания Федеральному Собранию Российской Федерации. Программа была разработана на основе данных переписи населения 2002 года, которая признала значительное снижение рождаемости. Всероссийская перепись населения-2021, а большинство семей ограничивались одним ребёнком — в 1992—2006 годах доля первенцев достигала 60 %, а в течение всех 1990-х годов она была не только самой низкой среди стран СНГ, но и одной из самых низких в мире (в те годы рождаемость составляла 8-9 детей на 1000 человек)
| Года | Сумма средств материнского капитала за первого ребёнка, ₽ | Сумма средств материнского капитала за второго или последующих детей, ₽                                             | Общая сумма средств материнского капитала, ₽ | Источник                                     | Примечание |  |
| ---- | --------------------------------------------------------- | --- | -------------------------------------------- | -------------------------------------------- | --- |  |
| 2007 |                                                           | 250 000,00 | 250 000,00                                   |                                              | |  |
| 2008 |                                                           | 276 250,00 | 276 250,00                                   | ч. 1 ст. 11 198-ФЗ от 24.07.2007 г.[1]       | +10,5 %; инфляция за 2007 г. 11,87 % |  |
| 2009 |                                                           | 312 162,50 | 312 162,50                                   | ч. 1 ст. 11 204-ФЗ от 24.11.2008 г.[2]       | +13 %; инфляция за 2008 г. 13,28 % |  |
| 2010 |                                                           | 343 378,80 | 343 378,80                                   | ч. 1 ст. 10 308-ФЗ от 02.12.2009 г.[3]       | +10 %; инфляция за 2009 г. 8,80 % |  |
| 2011 |                                                           | 365 698,40 | 365 698,40                                   | ч. 1 ст. 10 357-ФЗ от 13.12.2010 г.[4]       | +6,5 %; инфляция за 2010 г. 8,78 % |  |
| 2012 |                                                           | 387 640,30 | 387 640,30                                   | ч. 1 ст. 10 371-ФЗ от 30.11.2011 г.[5]       | +6 %; инфляция за 2011 г. 6,10 % |  |
| 2013 |                                                           | 408 960,50 | 408 960,50                                   | ч. 1 ст. 10 216-ФЗ от 03.12.2012 г.[6]       | +5,5 %; инфляция за 2012 г. 6,58 % |  |
| 2014 |                                                           | 429 408,50 | 429 408,50                                   | ч. 1 ст. 9 349-ФЗ от 02.12.2013 г.[7]        | +5 %; инфляция за 2013 г. 6,45 % |  |
| 2015 |                                                           | 453 026,00 | 453 026,00                                   | Федеральный закон от 01.12.2014 N 384-ФЗ.[8] | +5,5 %; инфляция за 2014 г. 11,36 % |  |
| 2016 |                                                           | 453 026,00 | 453 026,00                                   | Федеральный закон от 14.12.2015 N 359-ФЗ[9]  | В соответствии со ст. 4.1. Федерального закона от 06.04.2015 N 68-ФЗ в 2016 году размер материнского капитала не индексируется[10][11]. |  |
| 2017 |                                                           | 453 026,00 | 453 026,00                                   | Федеральный закон от 19.12.2016 N 415-ФЗ     | |  |
| 2018 |                                                           | 453 026,00 | 453 026,00                                   | Федеральный закон от 19.12.2016 N 444-ФЗ     | |  |
| 2019 |                                                           | 453 026,00 | 453 026,00                                   |                                              | |  |
| 2020 | 466 617,00                                                | 616 617,00 (первый ребёнок рождён до 31 декабря 2019 года), 150 000,00 (первый ребёнок рождён с 1 января 2020 года) | 616 617,00                                   | Федеральный закон от 01.03.2020 N 35-ФЗ      | |  |
| 2021 | 483 882,00                                                | 639 432,00 / 155 550,00                                                                                             | 639 431,00                                   | Федеральный закон от 08.12.2020 N 385-ФЗ     | +3,7%; инфляция за 2020 г. 4,91 % |  |
| 2022 | 524 527,90                                                | 693 144,10 / 168 616,20                                                                                             | 693 144,10                                   | Федеральный закон от 06.12.2021 N 390-ФЗ     | +8,4%; инфляция за 2021 г. 8,39% |  |
| 2023 | 586 946,00                                                | 775 628,00 / 188 681,00                                                                                             | 775 628,00                                   | Федеральный закон от 05.12.2022 N 466-ФЗ     | +11.9%; инфляция за 2022 г. 11,94% |  |
| 2024 | 630 400,00                                                | 833 000,00 / 202 643,90                                                                                             | 833 000,00                                   | Федеральный закон от 27.11.2023 N 540-ФЗ     | +7,4%; инфляция за 2023 г. 7,42% |  |
| 2025 | 690 266,95                                                | 912 162,09 / 221 895,14                                                                                             | 912 162,09                                   | Федеральный закон от 30.11.2024 N 419-ФЗ     | +9,5%; инфляция за 2024 г. 9,52% |  |

С 01.01.2018 года до 01.01.2020 года материнский капитал не индексировался (так как было приостановлено действие ч. 2 ст. 6 Федерального закона от 29.12.2006 N 256-ФЗ в части индексации размера материнского капитала, Федеральный закон от 19.12.2016 N 444-ФЗ).
С 01.01.2020 года до 01.01.2027 года материнский капитал индексируется ежегодно, 1 января каждого года в размере инфляции. Сокращение срока выдачи сертификата и срока получения денег (до 5 и 10 дней соответственно).
29 сентября 2022 года глава Минтруда Антон Котяков сообщил, что 1 февраля 2023 года материнский капитал будет проиндексирован по уровню фактической инфляции. Так прогнозируемая инфляции за 2022 год составит 12,4%. Поэтому размер материнского капитала на первого ребёнка будет повышен на 65 тыс. рублей до 589,5 тыс. рублей, а на второго — на 85 тыс. рублей до 779 тыс. рублей. 
Если семья уже оформляла маткапитал на первого ребёнка, то размер выплаты на второго ребёнка составит 189,5 тыс. рублей — на 20,9 тыс. рублей больше, чем в 2022 году. В общей сложности на выплаты маткапитала, по словам главы Минтруда, планируется выделить более 550 миллиардов рублей. 
В феврале 2024 года Владимир Путин продлил программу материнского капитала до 2030 года. По сообщению вице-премьера Татьяны Голиковой, для этого потребуется 600 млрд рублей.
По информации Минфина РФ, на выплату материнского капитала для улучшения жилищного обеспечения семей с детьми в период с 2025 по 2027 год заложено порядка 1,7 трлн рублей. Помимо этого 4 трлн предусмотрено на выплаты единого пособия в течение этих трех лет.
По информации премьер-министра РФ Михаила Мишустина, со времени начала программы в 2007 году российские семье получили 14,5 млн сертификатов на материнский капитал.

## Кто имеет право на материнский капитал
В соответствии с действующим законодательством, право на получение материнского капитала имеют:
- женщина, имеющая гражданство РФ, родившая (усыновившая) первого (с 1 января 2020 года), второго, третьего или последующих детей начиная (с 1 января 2007 года);
- мужчина, имеющий гражданство РФ, являющийся единственным усыновителем первого (с 1 января 2020 года), второго, третьего или последующих детей начиная (с 1 января 2007 года);
- отец (усыновитель) ребёнка независимо от наличия гражданства РФ в случае прекращения права на дополнительные меры государственной поддержки женщины, родившей (усыновившей) детей, вследствие, например, смерти, лишения родительских прав в отношении ребёнка, в связи с рождением (усыновлением) которого возникло право на получение материнского капитала, совершения в отношении ребёнка (детей) умышленного преступления;
- несовершеннолетний ребёнок (дети в равных долях) или учащийся по очной форме обучения ребёнок до достижения им 23-летнего возраста, при прекращении права на дополнительные меры государственной поддержки отца (усыновителя) или женщины, являющейся единственным родителем (усыновителем).

В подтверждение права на получение средств материнского капитала выдаётся сертификат государственного образца.
В декабре 2023 года Владимир Путин подписал закон, в котором был уточнены условия получения материнского капитала.  С 1 января 2024 года он выплачивается только лицам имеющим гражданство РФ на момент рождения ребёнка и только тогда, когда этот ребёнок — гражданин России по рождению. Жителям самопровозглашенных ДНР и ЛНР, аннексированных частей Запорожской и Херсонской областей Украины маткапитал выплачивается независимо от времени и основания получения ими гражданства РФ.
C 1 февраля 2024 года размер материнского капитала на первого ребёнка повышен на 43 400 рублей до 639 400 рублей, на второго на 57 400 рублей до 883 000 рублей. По данным министерства труда и социальной защиты в 2023 году данное пособие на улучшение жилищных условий потратили 677 000 семей, на ежемесячные выплаты на ребёнка — 415 000, на образование 376 000. 

## Цели расходования материнского капитала
Материнский капитал может быть потрачен на следующие цели:
Улучшение жилищных условий
- приобретение жилого помещения;
- строительство или реконструкция объекта индивидуального жилищного строительства (ИЖС) с привлечением строительной организации;
- строительство или реконструкция объекта индивидуального жилищного строительства без привлечения строительной организации;
- компенсация затрат за построенный или реконструированный объект индивидуального жилищного строительства;
- уплата первоначального взноса при получении кредита (займа), в том числе ипотечного, на приобретение или строительство жилья;
- погашение основного долга и уплата процентов по кредитам или займам на приобретение или строительство жилья, в том числе ипотечным;
- уплата цены по договору участия в долевом строительстве;
- платеж в счет уплаты вступительного взноса и (или) паевого взноса, если владелец сертификата либо его супруг (супруга) является участником жилищного, жилищно-строительного, жилищного накопительного кооператива.

Получение образования
- оплата платных образовательных услуг по образовательным программам, имеющим государственную аккредитацию;
- оплата содержания ребёнка (детей) и (или) присмотра и ухода за ребёнком (детьми) в образовательной организации;
- оплата пользования жилым помещением и коммунальных услуг в общежитии, предоставляемом образовательной организацией на период обучения.

Социальная адаптация и интеграция в общество детей-инвалидов
- Приобретение товаров и услуг, предназначенных для социальной адаптации и интеграции в общество детей-инвалидов;

Пенсионные накопления матери -  для увеличения будущей пенсии средства (часть средств) материнского капитала по заявлению женщины (мужчины), получившего сертификат, могут быть включены в состав пенсионных накоплений и переданы в доверительное управление негосударственного пенсионного фонда, Внешэкономбанк или частную управляющую компанию. Заявление о распоряжении материнским капиталом можно подать в любой территориальный орган Социального Фонда России независимо от места жительства (пребывания) или фактического проживания лично, через личный кабинет на портале Госуслуг или в МФЦ. Если материнский капитал был вложен в пенсионные накопления, при его переводе в программу долгосрочных сбережений материнский капитал возвращается в Социальный Фонд России. В дальнейшем им можно будет повторно распорядиться.
По общему правилу материнский капитал можно использовать после достижения ребёнком возраста трёх лет. Кроме случаев уплаты первоначального взноса, погашения основного долга и уплаты процентов по кредитам или займам на приобретение или строительство жилья, в том числе ипотечным, а также социальной адаптации и интеграции в общество ребёнка-инвалида. На эти цели допускается расходование средств сразу после получения сертификата. Материнский капитал нельзя положить на депозит или потратить, например, на автомобиль или погашение текущих задолженностей по потребительским кредитам и коммунальным услугам. Для защиты семейного капитала от неоправданной растраты родителями обналичивание государственных сертификатов запрещено законом.
В 2022 году самым популярным направления для применения маткапитала стало улучшение жилищных условий. Социальным фондом РФ на эти цели было выделено 335,7 млрд рублей или 88% от общей суммы расходов. 20 млрд рублей или около 5%  было направлено на образование детей.

## Документы, предоставляемые для получения сертификата материнского капитала
Для получения сертификата материнского капитала необходимо предоставить в Пенсионный фонд следующий пакет документов:
- Заявление на получение сертификата;
- Паспорт заявителя;
- Свидетельство о рождении всех детей;
- Для усыновленных детей — решение суда об их усыновлении;
- В случае если один из родителей не гражданин России, то потребуется документ, подтверждающий Российское гражданство у ребёнка (проставляется паспортно-визовыми службами).

Для того чтобы получить материнский капитал, нужно собрать полный список документов, которые после следует отнести в отделение Пенсионного фонда.
Согласно закону в Пенсионный фонд сдается копия документов, а оригиналы находятся на руках у матери. В том случае, если все документы в порядке, в срок не позднее одного месяца мать получает сертификат. В том случае, если у женщины нет возможности лично приехать в Пенсионный фонд и забрать сертификат, он может быть выслан ей по почте.
Подать заявление о получении сертификата можно в электронном виде через Личный кабинет гражданина на сайте ПФР.
Оплата жилого помещения, приобретаемого с использованием материнского капитала
Обладатель материнского капитала должен обратиться в территориальный орган Пенсионного фонда Российской Федерации (ПФР) с письменным заявлением о распоряжении средствами (частью средств) материнского капитала с предъявлением сертификата на материнский капитал (дубликата), страхового свидетельства обязательного пенсионного страхования, документов, удостоверяющих личность (паспорт и т. п.), копии договора купли-продажи жилого помещения, копии свидетельства о праве собственности на недвижимость владельца сертификата (и (или) супруга владельца сертификата, всех детей), справки о размерах оставшейся неуплаченной суммы по договору, если купля-продажа жилого помещения осуществляется с рассрочкой платежа.
Сделку может проводить супруг (супруга) обладателя сертификата, тогда к документам нужно ещё приложить свидетельство о браке.
Средства материнского капитала перечисляются только в безналичной форме, на счет продавца. Банк, в котором должен быть открыт счет, может быть любым. Он должен быть открыт обязательно, так как его номер указывает владелец сертификата на материнский капитал при подаче заявления в территориальный орган ПФР. Срок перечисления денег — не более одного месяца и 10 рабочих дней с даты обращения в территориальный орган ПФР с заявлением о распоряжении.
Оплата образования детей
Средства материнского капитала возможно потратить на образование своих детей. Это второе по популярности направление после улучшения жилищных условий. Правила те же: реализовать эти средства можно только после исполнения трех лет ребёнку.
Средства материнского капитала можно направить на пребывание и (или) обучение ребёнка в образовательных учреждениях, имеющих соответствующую государственную аккредитацию, например, на детский сад, школу, колледж или университет. При этом не играет роли, частные они или государственные. Однако следует учесть, что частные учреждения самостоятельно принимают решение по работе с материнским капиталом — на их усмотрение.
Также средства материнского капитала можно направить на проживание ребёнка в общежитии при учебном заведении.
Накопительная пенсия мамы
Средства (часть средств) материнского (семейного) капитала по заявлению женщины (мужчины), получившей сертификат, могут быть включены в состав средств пенсионных накоплений и переданы в доверительное управление управляющей компании или в негосударственный пенсионный фонд — по выбору родителя.
Женщины, которые изначально выбрали такой вариант использования средств материнского (семейного) капитала, впоследствии могут изменить свой выбор для распоряжения средствами МСК по другим направлениям (улучшение жилищных условий, получение образования ребёнком либо на социальную адаптацию и интеграцию в общество детей-инвалидов). Для этого нужно направить в территориальный орган СФР по месту жительства (пребывания) или фактического проживания заявление об отказе от направления средств МСК или его части на формирование будущей накопительной пенсии. Главное — сделать это до назначения пенсии. При участии в ПДС отправка дополнительных документов не требуется.
Социальная адаптация и интеграция в общество детей-инвалидов
Средства материнского капитала или часть его средств могут быть направлены на приобретение товаров и услуг для социальной адаптации и интеграции в общество детей-инвалидов, посредством компенсации затрат на приобретение таких товаров и услуг.
Средства можно направить как на родного ребёнка-инвалида, так и на усыновленного, в том числе первого, второго, третьего детей-инвалидов или последующих детей-инвалидов в любое время после рождения или усыновления ребёнка, с рождением или усыновлением которого возникло право на получение сертификата.
До визита в СФР родители ребёнка-инвалида обращаются в медицинскую организацию для заполнения направления на медико-социальную экспертизу.

## Дополнительная информация о материнском капитале
- первоначальная сумма материнского капитала в 2007 году составляла 250 тыс. рублей, что при средневзвешенном годовом валютном курсе было эквивалентно 10 тыс. долларов;
- изменение размера материнского капитала не влечет замену сертификата;
- срок, когда можно обратиться в СФР с заявлением о выдаче государственного сертификата на материнский (семейный) капитал после рождения второго (третьего или последующего детей), не ограничен;
- заявление о распоряжении средствами (частью средств) материнского капитала может быть подано в любое время по истечении 3 лет. Кроме этого, в случае необходимости уплаты первоначального взноса, погашения основного долга и уплаты процентов по кредитам или займам на приобретение или строительство жилья, в том числе ипотечным, а также социальной адаптации и интеграции в общество ребёнка-инвалида, не дожидаясь достижения трёхлетнего возраста второго ребёнка;
- материнский капитал освобождается от налога на доходы физических лиц;
- материнский капитал предоставляется не конкретному ребёнку, а его родителям;
- сертификат действителен только при предъявлении документа, удостоверяющего личность. Действие сертификата прекращается в случае смерти владельца либо прекращения у него права на дополнительные меры государственной поддержки. В случае утраты сертификата в территориальном органе СФР можно получить его дубликат;
- обратиться за получением сертификата можно в территориальный орган СФР по месту жительства, по месту пребывания или фактического проживания;
- заявление о выдаче сертификата и документы в территориальный орган СФР можно подать через доверенное лицо либо направить их по почте;
- средства материнского капитала можно направить на оплату пребывания ребёнка в дошкольном учреждении, школах (с декабря 2011 года);
- официально программа материнский капитал действует до 31.12.2018 года (ч.1 ст. 13 федерального закона от 29.12.2006 г. № 256-ФЗ «О дополнительных мерах государственной поддержки семей, имеющих детей»), но власти неоднократно заявляли об эффективности такой политики и что в будущем такая поддержка молодых семей будет продолжена. В настоящее время программа продлена до 31 декабря 2026 года.

Требования к объекту недвижимости
Требования к использованию материнского капитала в целях улучшения жилищных условий описаны в Постановлении Правительства РФ от 12.12.2007 N 862[14]. В настоящий момент законодательство РФ содержит только одно требование к объекту недвижимости, приобретаемому с целью улучшения жилищных условий — объект должен находиться на территории России.

## Прогнозы и проекты
- Президент России Д. Медведев дал поручение Правительству РФ подготовить предложения о возможности использования средств материнского капитала на образование матери, однако разработанный законопроект так и не был рассмотрен Государственной Думой.
- Президент России Д. Медведев в 2011 году поставил задачу ввести региональный материнский капитал, который будет финансироваться за счёт бюджетов субъектов РФ.
- Председатель Правительства Владимир Путин предложил «Двойной налоговый вычет на детей».
- Материнский капитал для оплаты любого образования смогут использовать оба родителя, а не только тот, на которого оформлен сертификат. Такую же возможность получит любой законный представитель ребёнка (опекун, приёмный родитель) и даже сам ребёнок по достижении совершеннолетия.

## Перспективы на 2025 год
6 марта 2024 года группа депутатов Госдумы от нескольких фракций разработала законопроект, по которому предлагается с учетом темпов инфляции и роста цен на жилье увеличивать материнский капитал. Согласно документу, размер материнского капитала с 1 февраля 2025 года составит 756,7 тыс. рублей на первого ребенка и 1 млн рублей - на второго, а также 1 млн рублей на третьего при условии, что ранее право на дополнительные меры господдержки не возникло.
В ходе послания Федеральному собранию Президент предложил продлить программу материнского капитала минимум до 2030 года. 

## Реализация
Учёт получателей и выдачу соответствующих сертификатов осуществляет Социальный фонд России.
Расходы Пенсионного фонда России на материнский капитал составили (по годам, официальные отчеты Пенсионного фонда России и Социального фонда России):
- 2010 год — 97 млрд руб.;
- 2011 год — 171 млрд руб.;
- 2012 год — 212 млрд руб.;
- 2013 год — 237 млрд руб.;
- 2014 год — 271 млрд руб.;
- 2015 год — 329 млрд руб.;
- 2016 год — 365 млрд руб.;
- 2017 год — 312 млрд руб.;
- 2018 год — 302,3 млрд руб.[17];
- 2019 год — 291,5 млрд руб.;
- 2020 год — 317,9 млрд руб.;
- 2021 год — 399 млрд руб.;
- 2022 год — 381,9 млрд руб.;
- 2023 год — 456 млрд руб.[18];

### Влияние программы на увеличение рождаемости

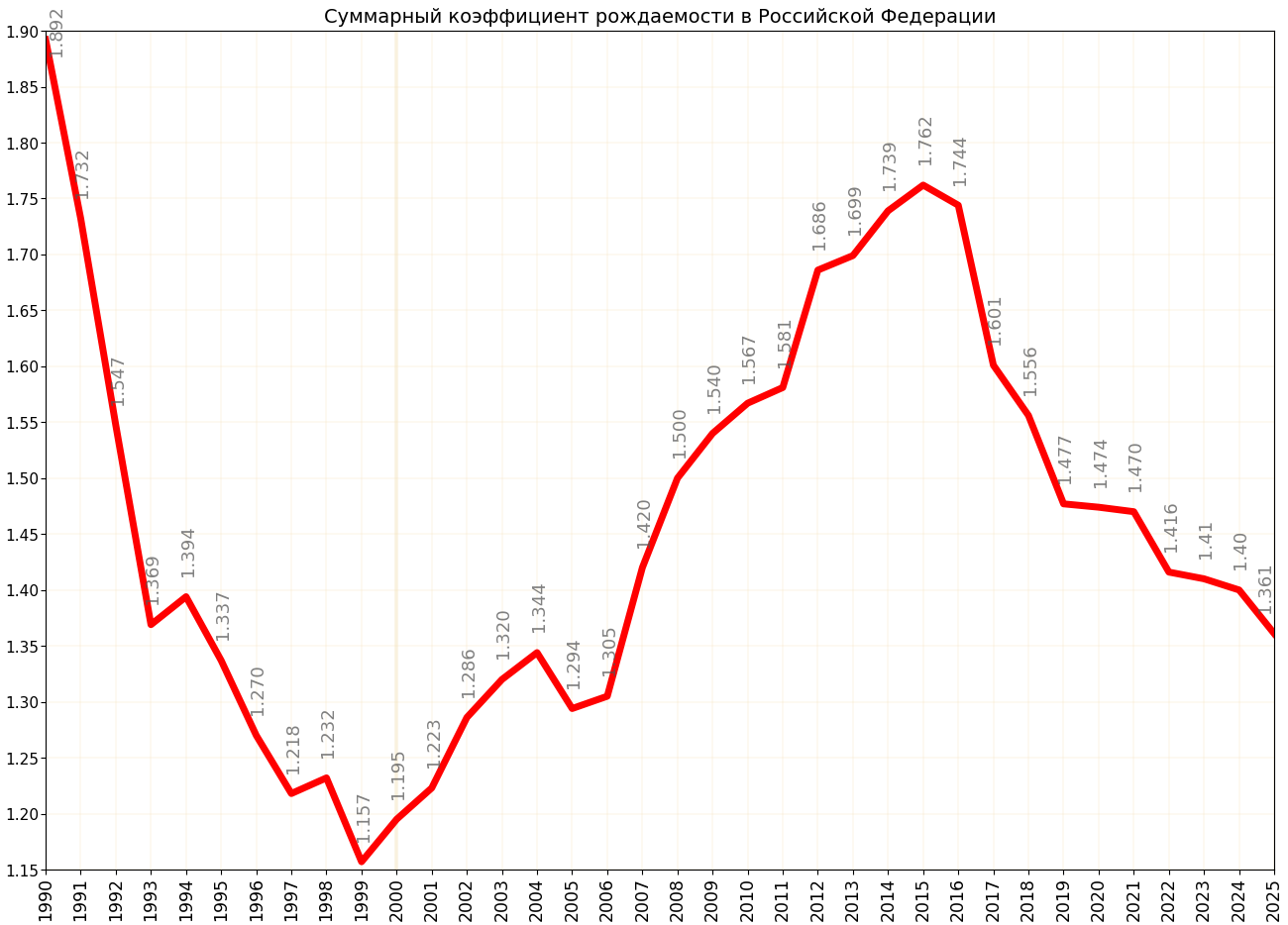
Суммарный коэффициент рождаемости в Российской Федерации, 1990—2024 годы

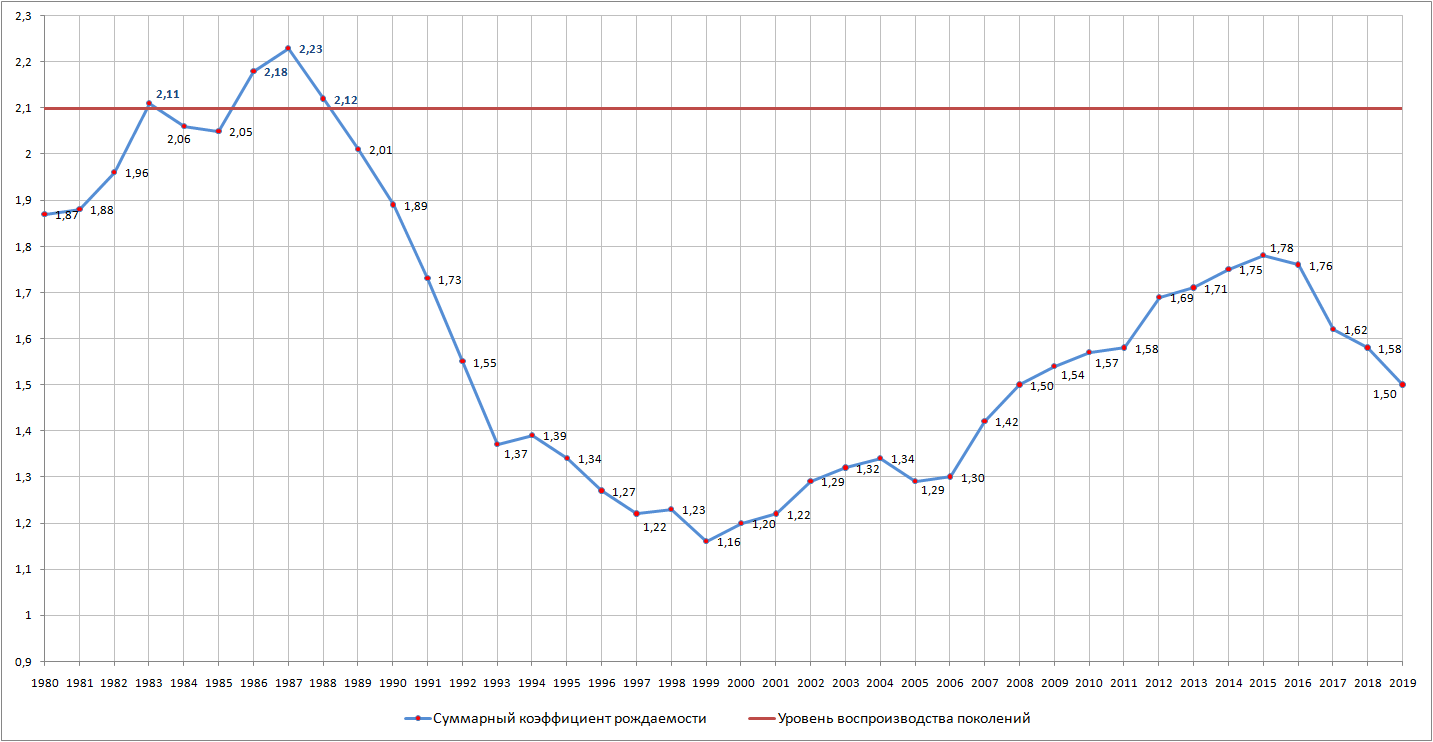
Суммарный коэффициент рождаемости в России в 1980−2019 годах

Суммарный коэффициент рождаемости по федеральным округам России в 1990—2019 годах

Программа материнского капитала кардинально увеличила рождаемость в стране — если в 2006 году в России родилось 1 479 637 детей, то в 2014 году уже 1 942 683 ребёнка. Особенно быстро рождаемость росла в 2007—2009 годах, когда рождалось на 200—300 тысяч детей больше, чем по уровню 2006 года. Следующий существенный рост рождаемости был в 2012 году в связи с вводом региональных материнских капиталов в значительной части субъектов Российской Федерации — если в 2011 году родилось 1 796 629 детей, то в 2012  1 902 084 ребёнка. Всего за время действия программы материнского капитала (в 2007—2019 годах) и других форм социальной поддержки, внедряемых в регионах, дополнительно родилось 3 781 674 ребёнка. Общий коэффициент рождаемости увеличился с 10,3 в 2006 году до 13,3 в 2012, 2014—2015 годах, а суммарный с 1,305 в 2006 году до 1,777 ребёнка на одну женщину в 2015 году. Именно благодаря значительным мерам социальной поддержки России удалось добиться в 2013—2015 годах естественного прироста населения, который за три года составил 86 387 человек. В 2007—2016 годах (первые 10 лет действия программы) родилось дополнительно 4 591 144 ребёнка по сравнению с периодом 1997—2006 годов — если за 10 лет до введения программы в России родилось 13 650 086 детей, то уже в следующую десятилетку — 18 241 230 детей. До введения материнского капитала в стране ежегодно рождалось 1,2-1,5 миллиона детей (минимум 1 214 689 в 1999 году), а уже после ввода от 1,6 до 1,9 миллиона (максимум 1 942 683 в 2014 году) в 2007—2018 годах. По словам демографа Алексея Ракши, материнский капитал дал ещё 2,5 миллиона детей, рождённых вторыми и последующими. Для сохранения численности населения в России на одном уровне (воспроизводстве населения, без учёта миграции) нужен суммарный коэффициент рождаемости около 2,1 рождения на женщину в течение жизни.
| Год                 | 1999  | 2000    | 2001    | 2002    | 2003    | 2004    | 2005    | 2006    | 2007    | 2008    | 2009    | 2010    | 2011    | 2012    | 2013    | 2014    | 2015    | 2016    | 2017    | 2018    | 2019    | 2020    |
| ------------------- | ----- | ------- | ------- | ------- | ------- | ------- | ------- | ------- | ------- | ------- | ------- | ------- | ------- | ------- | ------- | ------- | ------- | ------- | ------- | ------- | ------- | ------- |
| СКР (в России)      | 1,157 | ↗ 1,195 | ↗ 1,223 | ↗ 1,286 | ↗ 1,320 | ↗ 1,344 | ↘ 1,294 | ↗ 1,305 | ↗ 1,416 | ↗ 1,502 | ↗ 1,542 | ↗ 1,567 | ↗ 1,582 | ↗ 1,691 | ↗ 1,707 | ↗ 1,750 | ↗ 1,777 | ↘ 1,762 | ↘ 1,621 | ↘ 1,579 | ↘ 1,504 | ↘ 1,495 |
| первые              | 0,677 | ↗ 0,702 | ↗ 0,720 | ↗ 0,745 | ↗ 0,766 | ↗ 0,768 | ↘ 0,737 | ↗ 0,753 | ↗ 0,754 | ↗ 0,781 | ↗ 0,801 | ↘ 0,786 | ↘ 0,781 | ↗ 0,809 | ↗ 0,811 | ↘ 0,799 | ↘ 0,787 |         |         |         |         |         |
| вторые              | 0,345 | ↗ 0,358 | ↗ 0,369 | ↗ 0,396 | ↗ 0,415 | ↗ 0,420 | ↘ 0,405 | ↗ 0,408 | ↗ 0,473 | ↗ 0,512 | ↗ 0,534 | ↗ 0,564 | ↗ 0,574 | ↗ 0,620 | ↗ 0,625 | ↗ 0,658 | ↗ 0,688 |         |         |         |         |         |
| третьи              | 0,089 | ↗ 0,092 | ↘ 0,090 | ↗ 0,099 | ↗ 0,105 | 0,105   | ↘ 0,100 | 0,100   | ↗ 0,125 | ↗ 0,143 | ↗ 0,147 | ↗ 0,156 | ↗ 0,165 | ↗ 0,189 | ↗ 0,198 | ↗ 0,212 | ↗ 0,219 |         |         |         |         |         |
| четвёртые           | 0,027 | ↘ 0,026 | ↗ 0,027 | ↗ 0,028 | ↗ 0,029 | 0,029   | ↘ 0,028 | ↘ 0,027 | ↗ 0,034 | ↗ 0,037 | ↗ 0,038 | ↗ 0,040 | ↗ 0,041 | ↗ 0,047 | ↗ 0,049 | ↗ 0,053 | ↗ 0,055 |         |         |         |         |         |
| пятые и последующие | 0,019 | ↘ 0,018 | 0,018   | ↗ 0,019 | 0,019   | ↘ 0,018 | ↘ 0,017 | ↗ 0,016 | ↗ 0,020 | 0,020   | ↗ 0,021 | 0,021   | ↗ 0,022 | ↗ 0,025 | 0,025   | ↗ 0,027 | ↗ 0,028 |         |         |         |         |         |

## Анализ и критика
В 2007 году Борис Немцов заявлял, что программа материнского капитала нацелена на увеличение рождаемости преимущественно в люмпенизированных семьях (алкоголиков, неработающих граждан), а также в мусульманских регионах — Чечне, Дагестане, Татарстане и Башкортостане, где рождаемость и так высокая. Принятые меры никак не повлияют на рождаемость в регионах с преимущественно русским населением.
По мнению Ростислава Капелюшникова, главного научного сотрудника Института мировой экономики и международных отношений, члена-корреспондента РАН: «…По прогнозу ООН, к 2050 году доля людей 65+ в мире может удвоиться, а к 2100 г. — утроиться и достигнуть почти 30 %. Главные причины — падение рождаемости при одновременном росте продолжительности жизни. С разной скоростью стареть будут все страны. И никто сегодня не знает, как сумеют адаптироваться к этому процессу общество и экономика. В мире, где каждый третий — пенсионер, одному работающему придётся содержать несколько неработающих сограждан, что чревато падением уровня жизни. И уже упущено благоприятное время, когда солидарные системы можно было бы с минимальными затратами заменить альтернативными конструкциями, сочетающими элементы накопительных и частных пенсионных схем. Государства мира поднимают пенсионный возраст, хотя ясно, что бесконечно повышать его невозможно. Увеличивают взносы в государственные социальные фонды. Но известно, что налоги на зарплату препятствуют росту самих зарплат. Анализ экономической статистики 21 развитой страны за 1990—2007 гг. показал, что каждый очередной процент прироста доли пожилых людей стоил падения ежегодных темпов прироста ВВП на 0,14 %.
Но при этом никто не знает, какой уровень старения населения станет критически опасен. С помощью миграции процесс можно только замедлить. Ведь вчерашние мигранты тоже постареют. Старение населения — неизбежное будущее всего человечества. Программы стимулирования рождаемости не дадут нужного эффекта. Льготы, которые правительства дают семьям, могут положительно повлиять на качество молодого поколения — его здоровье и образование, но не на его количество — во всяком случае в долгосрочной перспективе. В России материнский капитал повысил рождаемость только на короткое время. А потом статистика снова пошла вниз. Женщины не стали больше рожать, а лишь ускорили появление детей.»
По мнению демографа Анатолия Вишневского стимулирование государством рождения детей только за счёт выплаты пособий, малоэффективная мера. Государство должно стимулировать повышение уровня жизни граждан России, благополучия семьи в социальном, экономическом смыслах, доступа к качественной медицине, уверенности в завтрашнем дне.
По мнению Антона Николаевича Баланова: «Рост смертности в России совпал по времени с переходом к суженному воспроизводству населения. Для современных семей наличие 1-2 детей является серьезным фактором, который сказывается на экономическом положении и возможностях карьерного роста. Поэтому стимулирование рождаемости, например, в рамках материнского капитала, имеет ограниченный эффект. Внедрение этой меры совпало с экономической стабилизацией (из-за высоких цен на нефть) и приходом в детородный возраст детей антиалкогольной кампании 1980-х гг. Падение цен на нефть и одновременно приход в детородный возраст немногочисленных детей 1990-х гг. показывают, что задачу сохранения и приумножения населения России только за счет стимулирования рождаемости не решить. Необходимо сохранять уже имеющееся население за счет снижения уровня смертности. Ведь трудоспособное население только за последние 10 лет уменьшилось почти на 10 млн человек.»